# Голокост у Миргороді
Голокост у Миргороді  — це систематичне винищення євреїв на території міста Миргород, окупованого нацистською Німеччиною у роки Другої світової війни.

## Окупація міста у роки Другої світової війни. Голокост
Згідно з переписом населення 1939 року, у Полтавській області мешкало 46 928 євреїв. У місті Миргород проживало 686 євреїв. У Миргородському районі мешкало 227 євреїв. Місто Миргород було окуповане 14 вересня 1941 року. Вже в перший день окупації у місті було вбито 12 євреїв. Наступна «єврейська акція» у Миргороді відбувалася 28 жовтня. Цей розстріл був проведений солдатами 3-го батальйону 190-го піхотного полку 62-ї піхотної дивізії разом із членами української допоміжної поліції. Про умови та деталі знищення євреїв у місті Миргород можна дізнатися із книги «Холокост в Украине: Рейхскомиссариат “Украина”», Губернаторство «Транснистрия». У книзі наведенні свідчення колишніх поліцейських, які брали активну участь у знищенні євреїв. Зокрема важливими є свідчення колишнього поліцейського Івана Шапочки, який на допиті 15 серпня 1973 року зазначав:
…Примерно 20—25 сентября 1941 года по городу был расклеен приказ комендатуры на русском языке о том, что все лица еврейской национальности должны носить повязку с изображением шестиконечной звезды. В этом приказе отмечалось, что за невыполнение его евреям грозит смерть…Примерно в первых числах октября 1941 года знакомый мне еврей-парикмахер, фамилию забыл, рассказал, что всех евреев, в том числе и его, увольняют с работы. Хорошо помню, примерно 20—25 октября 1941 года, в этот период я уже служил в полиции, по улицам города был расклеен приказ комендатуры о явке еврейским семьям на базарную площадь со всеми имеющимися у них ценностями и продуктами питания на 2—3 дня. Этот приказ я лично читал, в нем было указано число и время сбора. Помню, что евреям приказывалось собраться на базарной площади примерно 27—28 октября на 7—8 часов утра.
Оскільки на базарну площу з'явилися не всі євреї, поліція отримала наказ перевірити єврейські квартири і привести на базарну площу євреїв, які переховувались. Із свідчень 3 листопада 1978 року колишнього поліцейського Андрія Дерев'янко:
…Примерно 25-26 октября 1941 г. почти все полицейские Миргородской полиции (а в полиции служили уже более 80 человек), по указанию начальника Дмитренко Степана, были построены с винтовками во дворе полиции…Начальник полиции Дмитренко объявил нам, что мы должны принять участие в арестах советских граждан-евреев и в конвоировании их на базарную площадь, которая была огорожена дощатым забором и охранялась жандармами, немцами и полицейскими….
Усі зібрані на базарній площі євреї під охороною німецьких солдатів та українських поліцейських були відведені до протитанкового рову і там розстріляні. 3 листопада 1941 року 62-га піхотна дивізія Вермахту розстріляла у місті 168 євреїв. Наприкінці грудня 1941 року у Миргороді біля протитанкового рову біли розстріляні ще близько 20 євреїв, які були схоплені у місті та прилеглих селах. Таємна військово-польова поліція знищила багато людей. На Полтавщині протягом 1942 року її підрозділ, який базувався у Кременчуці, застрелював у середньому по 1—2 особи щодня, проте у випадку Миргорода щоденна кількість вбитих була значно вищою — по сім людей щодня (1710 людей до початку вересня). Питання про те, скільки євреїв було вбито військово-польовою поліцією, залишається дискусійним.
У травні 1942 року німецькі жандарми та українські поліцейські розстріляли біля протитанкового рову 13 євреїв Миргорода. Це були фахівці (лікарі, спеціалісти з ремонту годинників, стоматологи), яким у жовтні 1941 року тимчасово зберегли життя. Вони були заарештовані у другій половині квітня 1942 року і до розстрілу понад три тижні їх тримали у тюрмі. Залишається дискусійним питання про кількість загиблих євреїв у період нацистської окупації міста Миргород.